# Max Streibl
Max Streibl (ur. 6 stycznia 1932 w Oberammergau, zm. 11 grudnia 1998 w Monachium) – niemiecki polityk i prawnik, działacz Unii Chrześcijańsko-Społecznej (CSU), minister w rządzie krajowym, w latach 1988–1993 premier Bawarii.

## Życiorys
Studiował prawo i ekonomię na Uniwersytecie Ludwika i Maksymiliana w Monachium. Zdał państwowe egzaminy prawnicze pierwszego i drugiego stopnia. Pracował jako urzędnik w administracji gminy Garmisch-Partenkirchen, Bundesratu oraz Górnej Bawarii. W latach 1961–1970 zatrudniony w bawarskiej kancelarii państwowej. Dołączył do Unii Chrześcijańsko-Społecznej (do której wstąpił w 1957) oraz do chadeckiej młodzieżówki Junge Union, stał na czele jej struktur krajowych (1961–1967). Od 1967 do 1971 był sekretarzem generalnym CSU, zaś w latach 1970–1994 przewodniczył partii w Górnej Bawarii. Na początku lat 60. został radnym rodzinnej miejscowości. Od 1962 do 1994 sprawował mandat posła do landtagu. W 1970 dołączył do bawarskiego rządu jako minister rozwoju regionalnego i środowiska. W 1977 objął stanowisko ministra finansów, które zajmował do 1988. W tymże roku, gdy zmarł Franz Josef Strauß, Max Streibl został powołany na nowego premiera Bawarii. Urzędem tym kierował do 1993. Jego dymisję wymusiła tzw. afera „Amigo-Affäre”, gdy ujawniono, że rząd wspierał pożyczkami przedsiębiorcę lotniczego, który gościł premiera na swojej posiadłości w Brazylii.

## Odznaczenia
- Wielki Order Króla Dymitra Zwonimira (Chorwacja, 1997)[3]

## Publikacje
- Verantwortung für alle. Die Freiheit fordert jeden, Stuttgart 1980.
- Modell Bayern. Ein Weg in die Zukunft, Monachium 1985.